# Mixocera parvulata
Mixocera parvulata là một loài bướm đêm trong họ Geometridae.